# Russula albofloccosa
Russula albofloccosa är en svampart som beskrevs av Buyck 1990. Russula albofloccosa ingår i släktet kremlor och familjen kremlor och riskor.   Inga underarter finns listade i Catalogue of Life.